# Fiyi en los Juegos Olímpicos de Tokio 2020
Fiyi estuvo representado en los Juegos Olímpicos de Tokio 2020 por un total de 30 deportistas, 15 hombres y 15 mujeres, que compitieron en seis deportes.
Los portadores de la bandera en la ceremonia de apertura fueron el nadador Taichi Vakasama y la jugadora de rugby 7 Rusila Nagasau.

## Medallistas
El equipo olímpico fiyiano obtuvo las siguientes medallas:
| Nombre | Deporte | Competición |
| ------ | ------- | ----------- |
| Oro    |         |             |
| Equipo | Rugby 7 | Torneo M    |
| Plata  |         |             |
| —      |         |             |
| Bronce |         |             |
| Equipo | Rugby 7 | Torneo F    |